# 嚢虫

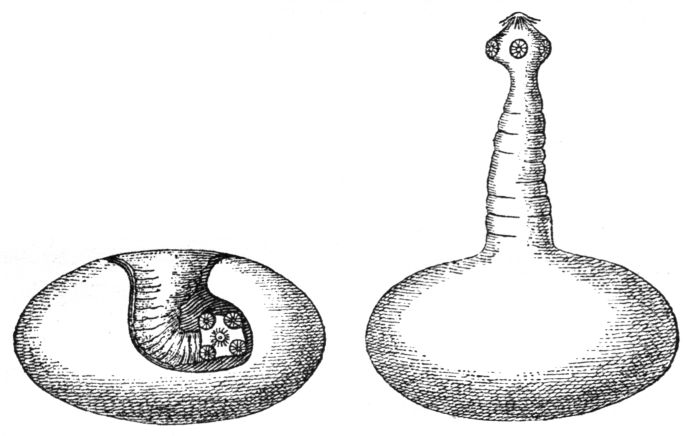
有鉤嚢虫のスケッチ。ブタから得られた嚢虫(左)は頭節が内部へ陥没しており、ヒトの腸から得られた嚢虫(右)は頭節が外へ突出している。

嚢虫（のうちゅう、cysticercus, pl. cysticerci）は、テニア属の条虫の幼虫を示す用語の1つ。外観が小さな袋状であることから付いた呼び名である。嚢尾虫（のうびちゅう）とも。内部には液体が満ちており、そこに頭節(scolex)がある。嚢虫によって引き起こされる疾患を嚢虫症(cysticercosis)という。

## 発見と命名
成虫は古代よりtaeniaと呼ばれており、これが今日の属名となっている。嚢虫もやはり古代から豚肉の病変として認識されていたが、ながらく科学的探究の対象とはならなかった。17世紀後半に人体の脳や筋肉から嚢虫が見出されるようになり、マルチェロ・マルピーギは内部に頭節を見出しこれが寄生虫だと考えた。しかしその後も長い間、嚢虫は成虫とは独立した別の生物だと考えられていた。ヨハン・フリードリヒ・グメリンのように頭節が類似していることをもってテニア属に所属させた者もいたが、Johann Zederが1803年に設立したCysticercus属に分類する方法が広く使われていた。1855年にFriedrich Küchenmeisterは新鮮な豚肉から摘出した嚢虫を死刑執行数日前の囚人の食事に添加する実験を行い、執行後の解剖で若い有鉤条虫を証明したことで、嚢虫がテニア属の幼虫であることが示された。国際動物命名規約は1つの種には1つの学名を用いることを規定しており、嚢虫も成虫と同じ学名を用いるべきであるが、今でも嚢虫に対してCysticercus属の生物であるかのような名称を使う場合がある。
| 成虫     | 学名              | 嚢虫の和名 | 嚢虫のラテン名          |
| -------- | ----------------- | ---------- | ----------------------- |
| 有鉤条虫 | Taenia solium     | 有鉤嚢虫   | Cysticercus cellulosae  |
| 無鉤条虫 | Taenia saginata   | 無鉤嚢虫   | Cysticercus bovis       |
| 胞状条虫 | Taenia hydatigena | 細頚嚢虫   | Cysticercus tenuicollis |
| 豆状条虫 | Taenia pisiformis | 豆状嚢虫   | Cysticercus pisiformis  |